# Distretto di Huaylas
Il distretto di Huaylas è un distretto del Perù nella provincia di Huaylas (regione di Ancash) con 1.894 abitanti al censimento 2007 dei quali 576 urbani e 1.318 rurali.
È stato istituito fin dall'indipendenza del Perù.